# The Shins
The Shins là một ban nhạc indie-rock người Mỹ được thành lập ở Albuquerque, New Mexico vào năm 1996. Đội hình hiện tại của ban nhạc bao gồm James Mercer (vocal, guitar, bass, keyboard, nhạc sĩ), Jon Sortland (trống), Mark Watrous (guitar, keyboard), Casey Foubert (guitar), Yuuki Matthews (bass, keyboard) và Patti King (keyboard). Ban nhạc có trụ sở tại Portland, Oregon.
Ban nhạc được Mercer thành lập như một dự án phụ cho Flake Music, hoạt động từ năm 1992 đến 1999. Ban nhạc đã phát hành hai đĩa đơn 7 "và một album dài đầy đủ When You Land Here It's Time to Return với Omnibus Records và đang lưu diễn với Modest Mouse khi họ được ký hợp đồng với Sub Pop Records. Hai bản thu âm đầu tiên của ban nhạc là Oh, Inverted World (2001) và Chutes Too Narrow (2003) đã bán chạy và nhận được sự hoan nghênh. Đĩa đơn "New Slang " đã thu hút sự chú ý khi được xuất hiện trong bộ phim Garden State năm 2004. Album thứ ba của ban nhạc, Wincing the Night Away (2007), là một thành công lớn của nhóm, vươn lên vị trí thứ hai trên Billboard 200 và giành được đề cử giải Grammy. Theo đó nhóm kí hợp đồng với Columbia Record và Mercer chia tay với cả nhóm, gọi là "một quyết định thẩm mỹ". Sau một gần năm năm bị gián đoạn,  Port of Morrow, album thứ tư của nhóm, đã được phát hành vào năm 2012. Album thứ năm của họ Heartworms, được phát hành vào Tháng ba, 2017.

## Lịch sử

### Những năm đầu (1996 - 2000)

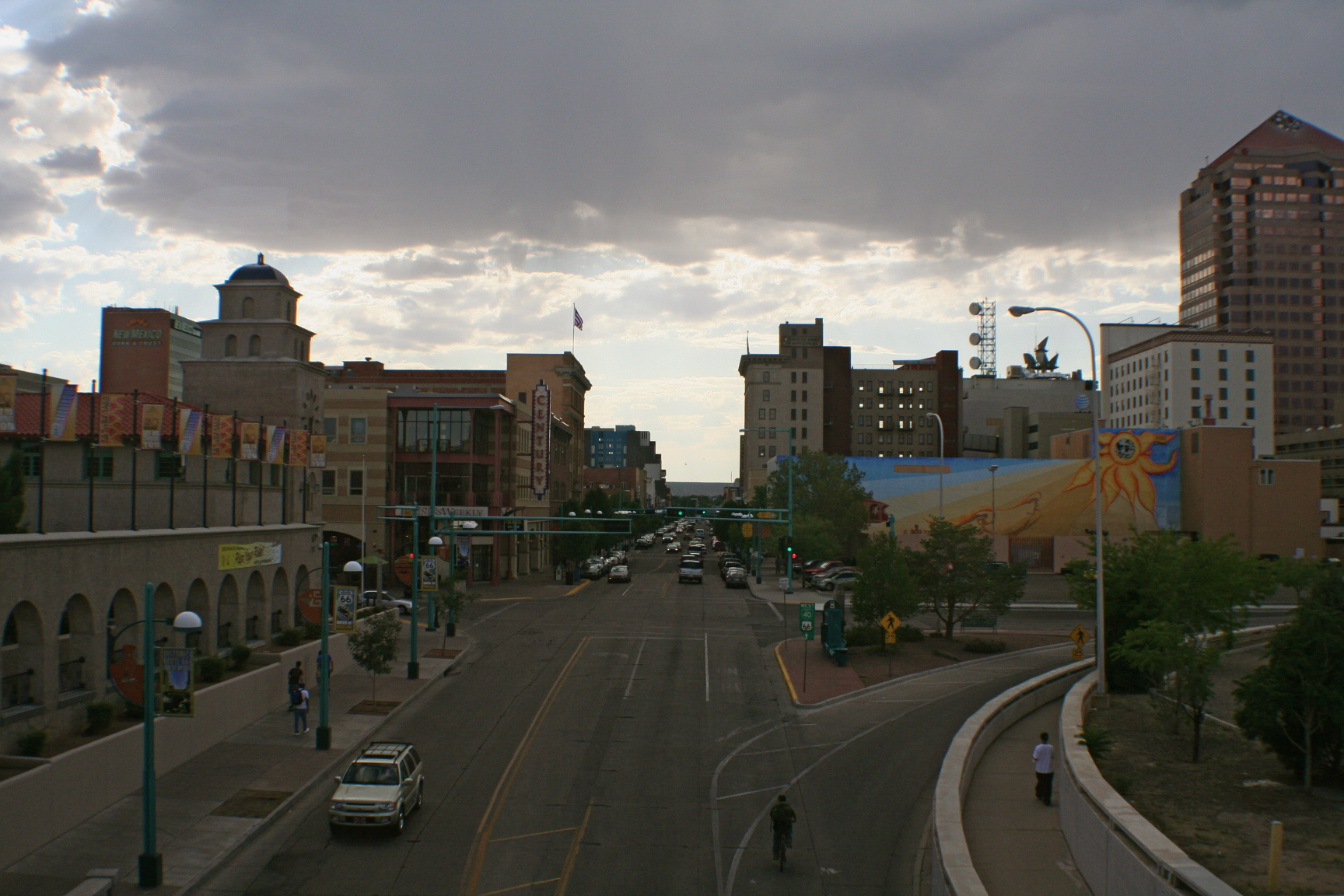
The Shins được thành lập ở Albuquerque, New Mexico.

The Shins được thành lập vào năm 1996 bởi James Mercer, một thành viên của ban nhạc Flake Music ở Albuquerque, New Mexico. Flake Music (trước đây gọi đơn giản là Flake) bao gồm các thành viên guitar / vocalist James Mercer, tay trống Jesse Sandoval, keyboard keyboard Martin Crandall, và bassist Neal Langford. Nhóm bắt đầu vào năm 1992 và phát hành một chuỗi các đĩa đơn và một album, When You Land Here, It's Time to Return và được đón nhận. Ban nhạc đi lưu diễn với Modest Mouse và Califone.  Mercer thành lập Shins để thay đổi nhịp điệu và tranh thủ Sandoval chơi trống. Khi được hỏi điều gì đã bắt đầu sự quan tâm của anh ấy đối với âm nhạc, Mercer nói "... nó đã đưa tôi ra khỏi vỏ bọc của mình và mang lại cho tôi một cuộc sống xã hội."  Họ bắt đầu biểu diễn như một bộ đôi cùng với Cibo Matto và American Analog Set.  Mercer trở thành nhạc sĩ chính của ban nhạc.Sự tập trung vào việc chơi ghi-ta của anh ấy vẫn khiến bạn bè thấy các bản demo quá giống với Flake, và anh ấy tập trung vào việc đưa âm nhạc theo một hướng khác. Không giống như Flake, Mercer là người viết lời duy nhất của ban nhạc và các bài hát được xây dựng từ cấu trúc ban đầu của anh ấy. Nhóm đã thêm Scared of Chaka của Dave Hernandez và Ron Skrasek để hoàn thành đội hình của họ, nhưng hai nhạc sĩ đã rời nhóm để theo đuổi công việc của họ với Scared of Chaka. Đến năm 1999, Nhóm Flake Music tan rã và Neal Langford gia nhập nhóm The Shins.
The Shins đã phát hành single đầu tiên của họ - Nature Bears a Vacuum - vào năm 1998 thông qua Omnibus Records. Sau khi hoàn thành single đầu tay của họ, "When I Goose-Step", The Shins bắt đầu chuyến lưu diễn với Modest Mouse.  Mercer đã ẩn thân viết album đầu tay của nhóm và trở nên chán nản với cuộc sống của mình ở Albuquerque.  Những người bạn của ban nhạc, bao gồm Zeke Howard từ Love As Laughter và Isaac Brock từ Modest Mouse đã gửi những bản thu âm cassette cho các bài hát của ban nhạc.  Mercer đã gửi bản demo đến Sub Pop Records ở Seattle, Washington và đồng sáng lập nhãn Jonathan Poneman đã bắt gặp một buổi hòa nhạc ở San Francisco trong khi ban nhạc đang lưu diễn với Modest Mouse. Anh ấy đã cung cấp cho ban nhạc một hợp đồng một lần duy nhất, và đĩa đơn thứ hai của Shins, " New Slang ", được đưa vào như một phần của loạt chương trình Bài-hát-của-tháng, phát hành một đĩa đơn 7 "cho các thành viên câu lạc bộ fan hâm mộ vào tháng 2 năm 2001  Phản ánh tích cực cho bài "New Slang" đã biến album đầu tay của nhóm trở thành một trong những album rock độc lập được mong đợi nhất năm 2001, và Sub Pop đã ký hợp đồng với ban nhạc đầy đủ. "Trước khi bạn biết điều đó, toàn bộ cuộc sống của tôi đã bị đảo lộn: tôi đã đình chỉ, tôi đã nghỉ việc, tôi rời khỏi thị trấn, mối quan hệ lớn mà tôi có trong năm năm đã kết thúc. Bỗng nhiên cả đời tôi chìm trong khói thuốc, "Mercer nhớ lại.

### Ra mắt và ngày càng phổ biến (2001-03)
Đĩa hát đầu tay của ban nhạc, Oh, Inverted World (2001), được phát hành vào tháng 6 năm 2001, với phiên bản đĩa compact sau tháng tiếp theo. Phần lớn album được thu âm trước thỏa thuận Sub Pop dưới tầng hầm của Mercer.  Album đã nhận được sự hoan nghênh và củng cố ban nhạc là một trong những nghệ sĩ indie rock,  trong khi cũng đặt Albuquerque trên bản đồ âm nhạc với Oh, Inverted World "xiên xiên pop và [nó như thế nào] và sự ngây thơ dễ vỡ. "  Album đã giúp tái lập Sub Pop Records như một lực lượng thống trị trong cộng đồng độc lập; nhãn hiệu đã không có một nghệ sĩ marquee trong nhiều năm trước.  Nhóm đã dành phần còn lại của năm để lưu diễn với các hoạt động như Preston School of Industry và Red House. "New Slang " đã chứng tỏ là một "stealth hit", giúp Oh, Inverted World bán được hơn 100.000 bản trong vòng hai năm, được coi là đáng chú ý đối với một nhãn hiệu độc lập; Sub Pop đã hy vọng kỷ lục sẽ bán được 10.000 bản.  Mercer đã tích cực trong việc cấp phép bài hát cho nhiều phương tiện truyền thông, xác nhận với tờ New York Times rằng ông đã nhận được nhiều tiền hơn từ việc lưu diễn và cấp phép so với doanh thu kỷ lục. Bài hát được giới thiệu trong một quảng cáo của McDonald được phát sóng trong Thế vận hội Mùa đông 2002, dẫn đến sự chỉ trích từ nhiều góc, trong số những người hâm mộ âm nhạc độc lập và quê hương của ban nhạc hàng tuần.
Tiền bản quyền mà Mercer kiếm được từ quảng cáo cho phép anh ta mua một ngôi nhà và chuyển đến Portland, Oregon, nơi nhóm xây dựng một phòng thu tầng hầm và thu âm album thứ hai của họ, Chutes Too Narrow (2003). Trong giai đoạn này, nhóm đã thay thế Langford chơi bass bằng Dave Hernandez (từ Scared of Chaka). Bị cắt đứt quan hệ với một mối quan hệ tồi tệ và một công việc tồi tệ, Mercer cảm thấy bài hát của mình phản ánh một quan điểm rộng hơn như là kết quả. Mặc dù ghi âm dưới tầng hầm là điều không dễ chịu, ban nhạc thấy nó "rẻ hơn so với thuê hẳn studio thực sự".  Ngôi nhà bị trộm đột nhập và những tên trộm đã đánh cắp các cuộn băng chính cho Oh, Inverted World.  Album được phát hành vào tháng 10 năm 2003 được hoan nghênh, xuất hiện trên nhiều danh sách album-của-năm. Nó cũng trở thành album đầu tiên của họ được xếp hạng, đạt vị trí 86 trên Billboard 200.

### Thành công chính (2004-07)
"New Slang" đã được sử dụng và trở nên nổi tiếng trong bộ phim Garden State (2004). Trong một cảnh trong phim, Sam (được miêu tả bởi Natalie Portman) nói với Andrew Largeeman (do đạo diễn Zach Braff thủ vai) rằng bài hát "sẽ thay đổi cuộc đời bạn".  Bài hát "đã thay đổi mọi thứ" cho nhóm, khiến hai album đầu tiên của họ bán được gấp đôi số lượng mà họ đã bán trước khi bộ phim ra mắt.  "Hầu như chỉ sau một đêm, Shins đã trở thành biểu tượng cho indie-rock," Robert Levine của Spin viết.  Ban nhạc đã mở rộng tour diễn của họ để ủng hộ bài hát và sự nổi tiếng của nó.  "Chúng tôi đã thấy một sự biến chuyển trong khán giả của chúng tôi. Vào thời điểm chúng tôi thực hiện chuyến lưu diễn cho Chutes Too Narrow, đã có sự quan tâm mới này ", Mercer nói. "Chúng tôi đã lưu diễn một lần nữa gần như là nhạc nền cho bộ phim đó, và các trường đại học đều bất ngờ thích chúng tôi chơi trong khuôn viên của họ. Chúng tôi muốn hoàn thành mối quan hệ mới bằng cách lưu diễn và có mối quan hệ với họ. Ý tôi là, nó cứ tiếp tục phát triển! "  Việc này này đã giúp Oh, Inverted World bán được 500.000 bản tại Hoa Kỳ.  Người hâm mộ của nhóm đã được pha trộn tại thành công mới của họ; một số người coi bản chất chưa biết của họ là một phần không thể thiếu trong sự hấp dẫn của họ.
Mercer bắt đầu thu âm bản thu âm thứ ba của ban nhạc vào cuối năm 2005, sử dụng các ý tưởng và các đoạn riff thu thập được trong các chuyến lưu diễn khác nhau của ban nhạc.  Đau khổ vì chứng mất ngủ, anh thường thức dậy vào giữa đêm và cùng nhau hát những bài hát trong phòng thu tại nhà cho đến khi bình minh.  Đối với album thứ ba, lần đầu tiên nhóm chuyển sang một nhà sản xuất bên ngoài: Joe Chiccarelli, người sản xuất Frank Zappa. Lấy cảm hứng chủ yếu bởi một cuộc chia tay đau đớn và sự thành công mới tìm ra của nhóm, album ban đầu được phát hành vào mùa hè năm 2006.  Nó sau đó đã bị trì hoãn, và cuối cùng được phát hành vào tháng 1 năm 2007. Wincing the Night Away đại diện cho một bước nhảy lớn của Shins về thành công thương mại: album đạt vị trí thứ hai (so với đỉnh 86 của người tiền nhiệm), lập kỷ lục cho Sub Pop. Nó đã bán được hơn 100.000 bản trong tuần lễ khai trương và được đề cử giải Grammy cho Album thay thế hay nhất.  Sau thành công của album, The Shins đã để lại nhãn hiệu lâu năm của họ, Sub Pop, cho nhãn hiệu riêng của Mercer, Aural Apothecary.
The Shins cũng đã biểu diễn trong chương trình âm nhạc của Nick Jr. Yo Gabba Gabba!

### Sự gián đoạn và ban nhạc một-thành-viên (2008-13)

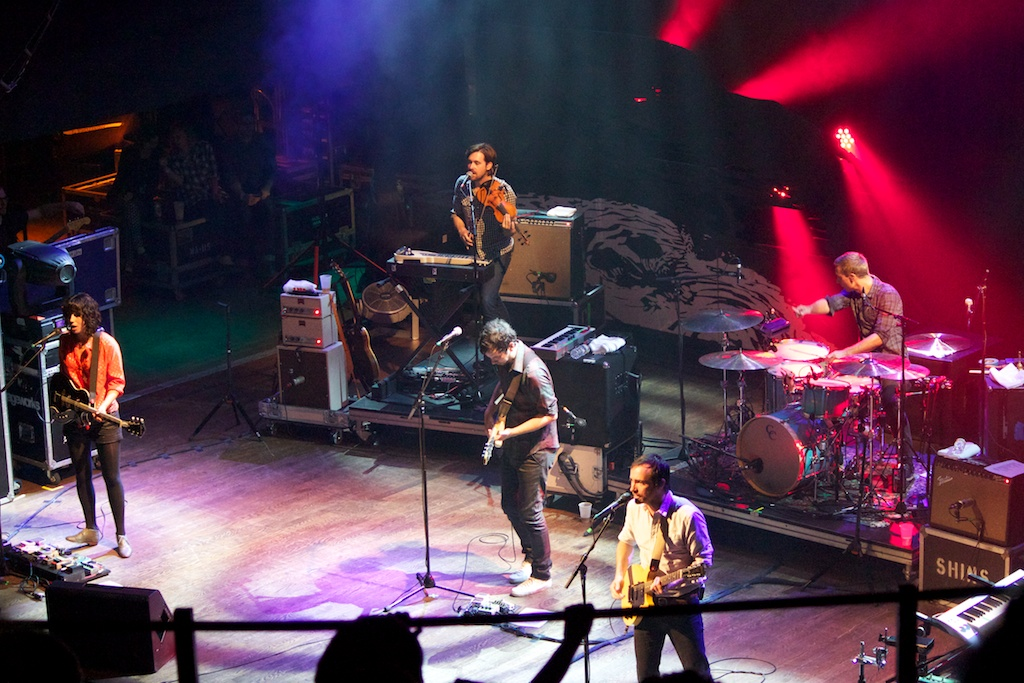
The Shins biểu diễn vào năm 2012.

Đồng hành cùng The Shins gần một thập kỷ, Mercer cảm thấy kiệt sức và sẵn sàng rời khỏi ban nhạc. "Chủ yếu tôi cảm thấy mệt mỏi khi phải là trọng tâm và giải quyết mọi thứ xoay quanh tôi, bao gồm cả mối quan hệ tình bạn-nhạc sĩ-mối quan hệ bạn cùng nhóm và khía cạnh sáng tạo," Mercer giải thích vào năm 2012.  Lưu ý rằng khi ban nhạc trở nên lớn mạnh hơn, sức ép của ánh đèn sân khấu khiến anh ta không thoải mái.  Mercer cùng với Brian Burton (Danger Mouse) trong cùng khoảng thời gian này đang hợp tác trong một dự án mới, thành lập Broken Bells.  Tận hưởng phong cách mới mẻ với Broken Bells với việc gặp gỡ các nhạc sĩ mới, Mercer mong muốn tiếp tục cảm giác đó. Mercer chia tay với các đồng nghiệp lâu năm Dave Hernandez, Marty Crandall và Jesse Sandoval, gọi đó là "một quyết định mang tính thẩm mĩ". Thay vào đó, Sandoval nói với The Portland Mercury rằng anh ta "bị sa thải một cách dứt khoát" khỏi nhóm. Mercer sau đó sẽ liên quan rằng quyết định của mình là "vô cùng khó khăn", nhưng thay vào đó, lại muốn xem đó là một giai đoạn mới.
Hợp tác với Burton với Broken Bells đã giúp Mercer vượt qua nỗi sợ hãi về sự hợp tác, từ đó ảnh hưởng đến "dàn nhân vật" xoay quanh nhau để thu âm Port of Morrow, trở thành album thứ tư của Shins phát hành vào tháng 3 năm 2012. Mercer trở lại The Shins với tư cách là thành viên ban đầu duy nhất. "Tôi luôn yêu thích những người mới non nớt này tự giới thiệu mình là ban nhạc", Mercer sau đó giải thích, tham khảo Neutral Milk Hotel và Lily là ví dụ, dẫn đến việc anh cảm thấy như thể có thể theo đuổi thứ gì đó tương tự, cho phép hình tượng The Shins tiếp tục.  Nhà sản xuất Greg Kurstin có ảnh hưởng đặc biệt đến Port of Morrow, khuyến khích Mercer thử nghiệm trong studio. Mercer bắt đầu chuyến lưu diễn với một ban nhạc ủng hộ hoàn toàn mới, bao gồm các nhạc sĩ đồng nghiệp Jessica Dobson và Richard Swift, tay trống Modest Mouse Joe Plummer và Yuuki Matthews từ Crystal Skulls. Port of Morrow xuất hiện ở vị trí thứ ba trên các bảng xếp hạng của Hoa Kỳ, và đĩa đơn " Bài hát đơn giản " thể hiện hiệu suất biểu đồ tốt nhất của ban nhạc, lọt vào top 10 trên bảng xếp hạng Bài hát thay thế.

### Các sự kiện gần đây (2014-hiện tại)
Vào năm 2014, The Shins đã thu âm và phát hành một bài hát mới, "So Now What", cho nhạc phim  Wish I Was Here (đạo diễn Zach Braff của Garden State). Mercer lưu ý với Billboard rằng anh vô cùng tự hào về cách bài hát được phát hành: "Tôi nghĩ đó là một trong những điều tốt nhất tôi từng làm."  Tháng 11 năm đó, bản phát hành lại album đầu tiên của Flake Music, When You Land Here It's Time to Return, đã được phát hành.
Vào năm 2016, nhóm đã thu âm một bản cover " The Word " của The Beatles cho chương trình Netflix Beat Bugs. Trong thời gian này, Mercer đang làm việc cho album thứ năm của ban nhạc, mà anh cảm thấy âm thanh gần với công việc trước đó của Shins hơn Port of Morrow: "Tôi đã nỗ lực phối hợp trên một số bài hát để phù hợp với bảng màu, để sử dụng bảng màu rằng tôi đã sử dụng trong lịch sử cho ban nhạc. "  Nhóm đã công bố album mới, Heartworms, vào tháng 1; nó được phát hành vào ngày 10 tháng 3 năm 2017. Vào tháng 1 năm 2018, họ đã phát hành The Worm's Heart, một album được mô phỏng lại album trước đó của họ Heartworms.
Cựu thành viên Swift của nhóm đã qua đời vào ngày 3 tháng 7 năm 2018. Anh ấy đã phải vào viện vào tháng 6 vì viêm gan.

## Thành viên
Hiện tại 
- James Mercer   - hát chính, guitar, bàn phím (hiện tại 1996, hiện tại), bass (1996-2000, 2003-2009, 2011- hiện tại)
- Yuuki Matthews   - bass, bàn phím, hát đệm (2011-hiện tại)
- Mark Watrous   - guitar, bàn phím, hát đệm (2014-hiện tại)
- Casey Foubert   - guitar (2016-hiện tại)
- Jon Sortland   - trống (2016-hiện tại)
- Patti King  - bàn phím (2016-hiện tại)

Trước đây
- Jesse Sandoval   - trống, bộ gõ (1996 đũa2009)
- Martin Crandall   - bàn phím, backing vocal (1998,2002009), bass (1998, 2000, 20032002009)
- Dave Hernandez   - bass, guitar, backing vocal (1998-2000, 2003-2009)
- Neal Langford   - bass (2000 - 2003)
- Eric Johnson   - guitar, keyboard, piano, banjo, vocal vocal (2007- 2011)
- Ron Lewis   - bass (2009-2011)
- Joe Plummer   - trống, bộ gõ, hát đệm (2009 -2016)
- Jessica Dobson   - guitar, bass, bàn phím, hát đệm (2011 -2013) [27]
- Richard Swift   - bàn phím, piano, organ, tổng hợp, bass, guitar, bộ gõ, drone box, hát đệm (2011 - 2016; đã qua đời 2018)

## Danh sách đĩa hát
Album
- Oh, Inverted World (2001)
- Chutes Too Narrow (2003)
- Wincing the Night Away (2007)
- Port of Morrow (2012)
- Heartworms (2017) / The Worm's Heart (2018)

## Giải thưởng và các đề cử
- Đề cử: (2008) Giải Grammy cho Album nhạc thay thế hay nhất cho Wincing the Night Away